# Still Waiting (Sum 41)
Still Waiting è il primo singolo estratto dall'album Does This Look Infected? dei Sum 41, pubblicato nel 2002.

## Descrizione
Si tratta di una canzone contro George W. Bush e la guerra in Iraq.

## Video musicale
Il video musicale, diretto da Marc Klasfeld, inizia con i membri del gruppo che entrano nello studio del produttore (Will Sasso). Il produttore inizia a parlar loro riguardo al nome della band, perché pensa che i nomi con i "numeri" ("Sum 41", "blink-182" e, con un nome storpiato, "Green Day 75") siano fuori moda; infatti propone di utilizzare l'articolo "The", perché sta diventando "in", e fa l'esempio dei "The Strokes", "The Hives", "The White Stripes". Suggerisce come nome "The Sums" (le somme), ma i membri della band restano un po' perplessi.
Dopo il colloquio inizia il video, con la scritta enorme dietro ai musicisti "The Sums". Inoltre essi vengono presentati con i nuovi nomi ideati dal produttore (Deryck: Sven, Cone: Thurston, Dave: Holmes, Stevo: Sergio). Alla fine del video i Sum 41 distruggono la scenografia, l'enorme scritta "The Sums" e i loro strumenti musicali.
Durante il video appaiono per poche frazioni di secondo delle immagini di vecchi videogiochi (per esempio, in una si può vedere una sorta di astronave che spara un raggio laser) che appaiono e scompaiono nello stesso stile di alcuni tipi di messaggi subliminali.

## Formazione
- Deryck Whibley - voce, chitarra ritmica
- Dave Baksh - chitarra solista, voce secondaria
- Jason McCaslin - basso, voce secondaria
- Steve Jocz - batteria

## Classifiche
| Classifica (2002-2003)     | Posizione massima |
| -------------------------- | ----------------- |
| Australia                  | 43                |
| Belgio (Fiandre)           | 49                |
| Francia                    | 44                |
| Germania                   | 90                |
| Irlanda                    | 20                |
| Italia                     | 22                |
| Norvegia                   | 16                |
| Regno Unito                | 16                |
| Regno Unito (rock & metal) | 1                 |
| Svezia                     | 33                |
| Svizzera                   | 97                |
| Stati Uniti (alternative)  | 7                 |